# Lika, Lappland
Lika är en sjö i Arjeplogs kommun i Lappland och ingår i Skellefteälvens huvudavrinningsområde. Sjön har en area på 0,38 kvadratkilometer och ligger 604 meter över havet.

## Delavrinningsområde
Lika ingår i det delavrinningsområde (738247-156465) som SMHI kallar för Ovan VDRID = 736453-156767 i Riebnesströmmens vat*. Medelhöjden är 641 meter över havet och ytan är 4,22 kvadratkilometer. Räknas de 30 avrinningsområdena uppströms in blir den ackumulerade arean 486,06 kvadratkilometer. Riebnesströmmen som avvattnar avrinningsområdet har biflödesordning 2, vilket innebär att vattnet flödar genom totalt 2 vattendrag innan det når havet efter 328 kilometer. Avrinningsområdet består mestadels av skog (80 procent). Avrinningsområdet har 0,54 kvadratkilometer vattenytor vilket ger det en sjöprocent på 12,9 procent.